# Oeksitsjan (rivier)
De Oeksitsjan (Russisch: Уксичан; Eveens voor "heet water") is een ongeveer 88 kilometer lange rivier op het Russische schiereiland Kamtsjatka.
De rivier ontspringt op de zuidoostelijke hellingen van de schildvulkaan Tsjingejngejn in de noordelijke rand van de caldera van het vulkanisch massief Oeksitsjan en stroomt naar het zuidoosten. De rivier stroomt bij het dorp Esso uit aan linkerzijde van de rivier de Bystraja op 86 kilometer van de monding daarvan in de Kozyrevkarivier.
Het stroomgebied van de rivier omvat 350 km².